# Jeanette G. Grasselli
Jeanette Gecsy Grasselli Brown (* 4. August 1928 in Cleveland, Ohio; † 15. Juli 2025) war eine US-amerikanische Chemikerin und Spektroskopikerin.

## Leben
Jeanette Gecsy wurde 1928 als Tochter von Vera and Nicholas Gecsy in Cleveland geboren. Ihre Eltern waren Immigranten aus unterschiedlichen Teilen des späteren Ungarn. Sie ließen sich in der kleinen ungarischen Gemeinde im damals wachsenden Industriestandort Cleveland nieder und arbeiteten bei National Malleable & Steel Castings Co., ihr Vater betrieb später auch eine eigene Gießerei, die aber nach dem Ende des Zweiten Weltkrieges in Konkurs ging. Sie wuchs mit ihrem 18 Monate jüngerer Bruder Robert auf, beide besuchten in Cleveland die Schule und sollten auf Wunsch der Eltern später studieren. Nach der Highschool studierte Jeanette ab 1946 Chemie an der Ohio University und erlangte 1950 ihren Abschluss als Bachelor of Science (B.Sc.). Ihr Bruder studierte Physik, verstarb aber im Alter von 26 Jahren am Hodgkin-Lymphom.
Jeanette Gecsy erhielt 1950 eine Anstellung bei Standard Oil of Ohio (SOhio), wo sie die Möglichkeiten und die Anwendbarkeit der Infrarotspektroskopie untersuchen sollte und sich in die damals neu aufkommenden Instrumente einarbeitete. Zusätzlich absolvierte sie Kurse an der Western Reserve University und machte hier 1958 ihren Master-Abschluss (M.Sc.) in Chemie. Sie wurde über die Jahre zu einem der führenden Anwendungsspezialisten der Infrarot- und Raman-Spektroskopie, entwickelte neue Methoden für die Analytische Chemie und verfasste mehrere Lehrbücher. Sie stieg bei SOhio (später BP-America) bis zum Director of Corporate Research auf und hatte bis zu ihrer Pensionierung 1989 die höchste Führungsposition einer Frau in dem Unternehmen inne. Sie war u. a. Mitglied der American Chemical Society (ACS), der American Association for the Advancement of Science und der Society for Applied Spectroscopy (Präsident 1970). Sie wurde während ihrer 38-jährigen Laufbahn mehrfach ausgezeichnet, darunter die Garvan-Olin-Medaille der ACS 1986, und erhielt 1978 die Ehrendoktorwürde der Ohio University, die heute im Rahmen der Studentenförderung den Jeanette G. Grasselli Brown Undergraduate Research Award vergibt.
Jeanette Gecsy heiratete 1957 Robert Grasselli. Nach der Trennung von ihrem ersten Mann heiratete sie 1987 ihren langjährigen Arbeitskollegen Glenn Brown und trug den Namen Jeanette Gecsy Grasselli Brown.

## Auszeichnungen (Auswahl)
- 1980: William Wright Award (The Coblentz Society)[5]
- 1983: Distinguished Service Award (Society for Applied Spectroscopy)[6]
- 1986: Garvan-Olin-Medaille (American Chemical Society)
- 1989: Ohio Women's Hall of Fame[7]
- 1993: Award in Analytical Chemistry (American Chemical Society)[8]
- 1999: Award for Encouraging Women into Careers in the Chemical Sciences (American Chemical Society)[9]

## Werke (Auswahl)
- Edward G. Brame, Jr., Jeanette G. Grasselli: Infrared and Raman Spectroscopy. Marcel Dekker, 1977, ISBN 978-0-8247-6526-2.
- Jeanette G. Grasselli, Marcia K. Snavely, Bernard J. Bulkin: Chemical Applications of Raman Spectroscopy. Wiley & Sons, 1981, ISBN 978-0-471-08541-6.
- Jeanette G. Grasselli: The Analytical Approach. American Chemical Society, 1983, ISBN 978-0-8412-0753-0.
- Jeanette G. Grasselli, Bernard J. Bulkin: Analytical Raman Spectroscopy. Wiley & Sons, 1991, ISBN 978-0-471-51955-3.
- Daimay Lin-Vien, Norman B. Colthup, William G. Fateley, Jeanette G. Grasselli: Handbook of Infrared and Raman Characteristic Frequencies of Organic Molecules. Academic Press, 1991, ISBN 978-0-08-057116-4.